# Gaziantep
Gaziantep (phát âm tiếng Thổ Nhĩ Kỳ: [ɡaːˈzianˌtep]) là một thành phố tự trị (büyük şehir) đồng thời cũng là một tỉnh (il) của Thổ Nhĩ Kỳ. Với diện tích 6.887 km2, dân số thời điểm năm 2014 là 1.889.466 người, đây là thành phố đông dân thứ 8 và có mật độ dân số đứng thứ 4 tại Thổ Nhĩ Kỳ. Thành phố là một trung tâm thương mại quan trọng thời cổ đại, hiện nay cũng là một trong những khu vực công nghiệp quan trọng của Thổ Nhĩ Kỳ.
Các tỉnh và thành phố giáp ranh là: Adıyaman về phía bắc, Şanlıurfa về phía đông, Aleppo của Syria và Kilis về phía nam, Hatay về phía tây nam, Osmaniye về phía tây và Kahramanmaraş về phía tây bắc.
Hai đứt gãy địa chất lớn gặp nhau ở phía tây Gaziantep gần biên giới với tỉnh liền kề Osmaniye: phay Biển Chết và đứt gãy Đông Anatolia. Những đại diện cho ranh giới giữa kiến tạo mảng Ả Rập phía bắc đang di chuyển về phía đông, và mảng châu Phi và mảng Âu-Á hội tụ ở phía tây.

## Tổng quan
Trong thời cổ, những người Hittite và sau này là người Assyria đã kiểm soát khu vực này. Thời Thập Tự Chinh, đây là nơi diễn ra nhiều trận đánh.
Tỉnh Kilis là một phần của tỉnh Gaziantep trước đây cho đến khi được tách ra vào năm 1944. Người Thổ Nhĩ Kỳ chiếm đa số trong dân số tỉnh này.. Trước năm 2012, trung tâm tỉnh Gaziantep là thành phố tỉnh lỵ (merkez ilçesi) Gaziantep. Năm 1987, vùng đô thị xung quanh thành phố tỉnh lỵ Gaziantep (gồm cả hai huyện Şahinbey và Şehitkamil) được công nhận hưởng quy chế thành phố tự trị (büyük şehir). Năm 2012, Thổ Nhĩ Kỳ thông qua luật, công nhận các tỉnh có dân số trên 750.000 người là những đại đô thị tự quản (büyükşehir belediyeleri). Theo đó, thành phố tỉnh lỵ Gaziantep cũ được giải thể, chia về 2 huyện Şahinbey và Şehitkamil.

## Hành chính
Hiện tại, thành phố chia thành 9 đơn vị hành chính cấp huyện:

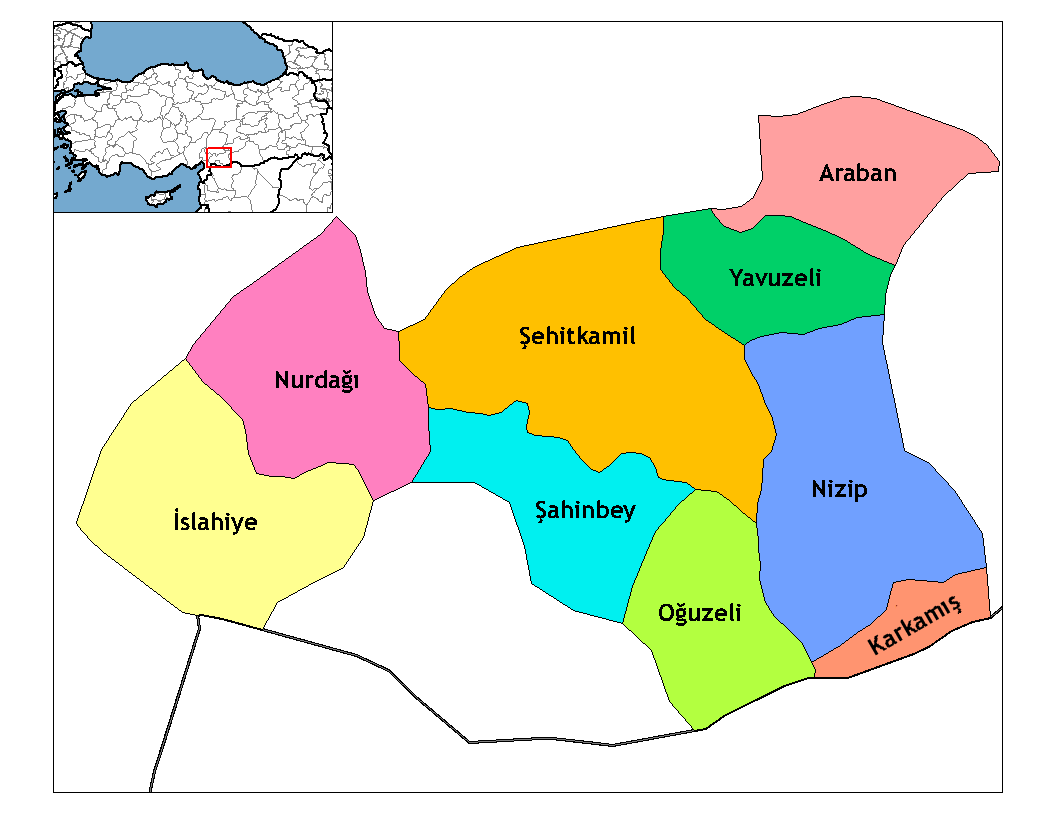
Bản đồ hành chính thành phố Gaziantep

- Araban
- Islahiye
- Karkamış
- Nizip
- Nurdağı
- Oğuzeli
- Şahinbey
- Şehitkamil
- Yavuzeli

## Khí hậu
| Dữ liệu khí hậu của Gaziantep                        | Dữ liệu khí hậu của Gaziantep | Dữ liệu khí hậu của Gaziantep | Dữ liệu khí hậu của Gaziantep | Dữ liệu khí hậu của Gaziantep | Dữ liệu khí hậu của Gaziantep | Dữ liệu khí hậu của Gaziantep | Dữ liệu khí hậu của Gaziantep | Dữ liệu khí hậu của Gaziantep | Dữ liệu khí hậu của Gaziantep | Dữ liệu khí hậu của Gaziantep | Dữ liệu khí hậu của Gaziantep | Dữ liệu khí hậu của Gaziantep | Dữ liệu khí hậu của Gaziantep |
| Tháng                                                | 1                             | 2                             | 3                             | 4                             | 5                             | 6                             | 7                             | 8                             | 9                             | 10                            | 11                            | 12                            | Năm                           |
| ---------------------------------------------------- | ----------------------------- | ----------------------------- | ----------------------------- | ----------------------------- | ----------------------------- | ----------------------------- | ----------------------------- | ----------------------------- | ----------------------------- | ----------------------------- | ----------------------------- | ----------------------------- | ----------------------------- |
| Cao kỉ lục °C (°F)                                   | 19.0 (66.2)                   | 24.3 (75.7)                   | 28.1 (82.6)                   | 34.0 (93.2)                   | 37.8 (100.0)                  | 40.2 (104.4)                  | 44.0 (111.2)                  | 42.8 (109.0)                  | 40.8 (105.4)                  | 36.4 (97.5)                   | 27.3 (81.1)                   | 25.2 (77.4)                   | 44.0 (111.2)                  |
| Trung bình ngày tối đa °C (°F)                       | 8.4 (47.1)                    | 10.2 (50.4)                   | 15.0 (59.0)                   | 20.3 (68.5)                   | 26.0 (78.8)                   | 31.9 (89.4)                   | 36.0 (96.8)                   | 36.2 (97.2)                   | 31.8 (89.2)                   | 25.0 (77.0)                   | 16.5 (61.7)                   | 10.4 (50.7)                   | 22.3 (72.1)                   |
| Trung bình ngày °C (°F)                              | 3.9 (39.0)                    | 5.1 (41.2)                    | 9.3 (48.7)                    | 14.0 (57.2)                   | 19.3 (66.7)                   | 24.8 (76.6)                   | 28.7 (83.7)                   | 28.7 (83.7)                   | 24.2 (75.6)                   | 17.7 (63.9)                   | 10.2 (50.4)                   | 5.6 (42.1)                    | 16.0 (60.8)                   |
| Tối thiểu trung bình ngày °C (°F)                    | 0.4 (32.7)                    | 0.9 (33.6)                    | 4.2 (39.6)                    | 8.3 (46.9)                    | 13.0 (55.4)                   | 18.1 (64.6)                   | 22.1 (71.8)                   | 22.1 (71.8)                   | 17.5 (63.5)                   | 11.7 (53.1)                   | 5.4 (41.7)                    | 1.9 (35.4)                    | 10.5 (50.9)                   |
| Thấp kỉ lục °C (°F)                                  | −17.5 (0.5)                   | −15.6 (3.9)                   | −11 (12)                      | −4.3 (24.3)                   | 0.4 (32.7)                    | 4.5 (40.1)                    | 9.0 (48.2)                    | 10.8 (51.4)                   | 3.4 (38.1)                    | −3.9 (25.0)                   | −9.7 (14.5)                   | −15 (5)                       | −17.5 (0.5)                   |
| Lượng Giáng thủy trung bình mm (inches)              | 98.1 (3.86)                   | 89.6 (3.53)                   | 68.9 (2.71)                   | 56.1 (2.21)                   | 32.9 (1.30)                   | 9.2 (0.36)                    | 10.6 (0.42)                   | 8.5 (0.33)                    | 13.1 (0.52)                   | 42.6 (1.68)                   | 67.5 (2.66)                   | 104.5 (4.11)                  | 601.6 (23.69)                 |
| Số ngày giáng thủy trung bình                        | 13.17                         | 12.20                         | 12.20                         | 10.67                         | 8.00                          | 2.47                          | 0.77                          | 0.70                          | 2.23                          | 6.93                          | 8.57                          | 12.73                         | 90.6                          |
| Độ ẩm tương đối trung bình (%)                       | 80                            | 75                            | 70                            | 63                            | 54                            | 43                            | 39                            | 40                            | 46                            | 57                            | 71                            | 79                            | 60                            |
| Số giờ nắng trung bình tháng                         | 111.6                         | 124.3                         | 164.3                         | 192.0                         | 220.1                         | 261.0                         | 275.9                         | 269.7                         | 234.0                         | 198.4                         | 153.0                         | 105.4                         | 2.309,7                       |
| Số giờ nắng trung bình ngày                          | 3.6                           | 4.4                           | 5.3                           | 6.4                           | 7.1                           | 8.7                           | 8.9                           | 8.7                           | 7.8                           | 6.4                           | 5.1                           | 3.4                           | 6.3                           |
| Nguồn 1: Cơ quan Khí tượng Nhà nước Thổ Nhĩ Kỳ       |                               |                               |                               |                               |                               |                               |                               |                               |                               |                               |                               |                               |                               |
| Nguồn 2: Deutscher Wetterdienst (đo độ ẩm 1926–1960) |                               |                               |                               |                               |                               |                               |                               |                               |                               |                               |                               |                               |                               |